# Deroquilocarídids
Els deroquilocarídids (Derocheilocarididae) són una família de diminuts crustacis maxil·lòpodes, l'única de la subclasse dels mistacocàrides (Mistacocarida) amb només 13 espècies descrites, repartides en dos gèneres, Derocheilocaris i Ctenocheilocharis.
La majoria dels mistacocàrides amb prou feines assoleixen els 0,5 mm de longitud; són marins i intersticials que viuen a la sorra litoral i sublitoral de totes les zones temperades i subtropicals.

## Classificació
Segons Martin i Davis (2001), els mistacocàrides tenen un sol ordre i una sola família:
Ordre Mystacocaridida Pennak & Zinn, 1943
Família Derocheilocarididae Pennak & Zinn, 1943